# International Harvester
International Harvester Company (IHC o IH) fue un fabricante estadounidense de maquinaria agrícola, equipos de construcción, vehículos, camiones comerciales y de productos para el hogar y el comercio.
Nació como resultado de la fusión entre la McCormick Harvesting Machine Company con la Deering Harvester Company en 1902, junto a otras tres compañías más pequeñas: Milwaukee, Plano y la "Warder, Bushnell and Glessner" (que producían la marca Champion).  Esta consolidación, necesaria para la época, nace bajo el nombre de International Harvester Company (IH), viniendo a constituir un gigante en la industria.[cita requerida]

## Agricultura

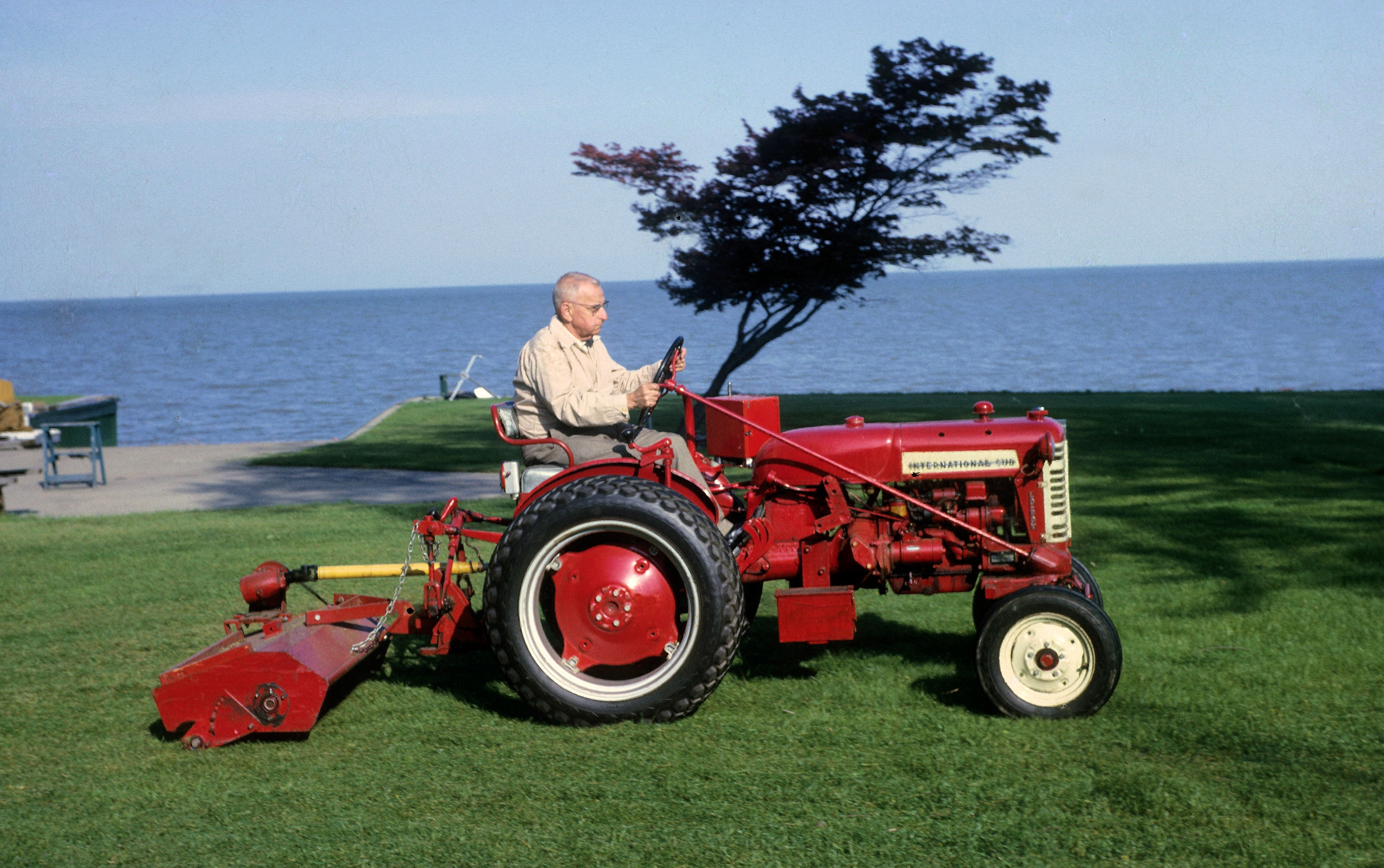
Tractor Cub Lo-Boy de 1963.

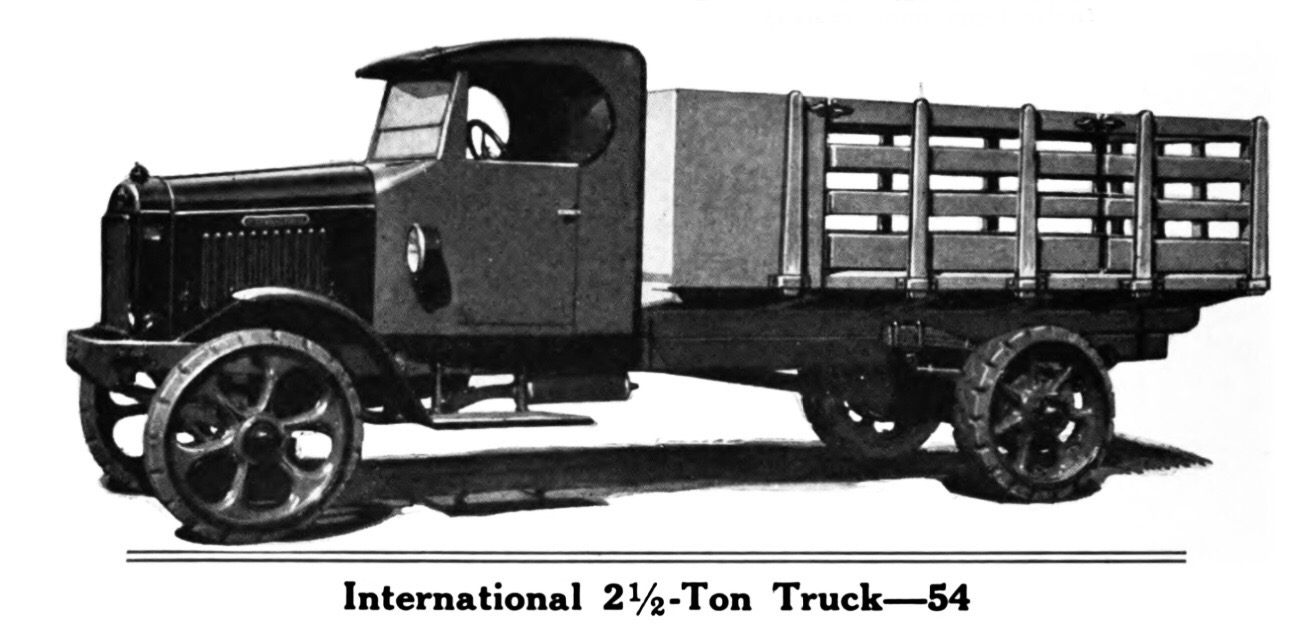
Camión S4 de 1927-1928.

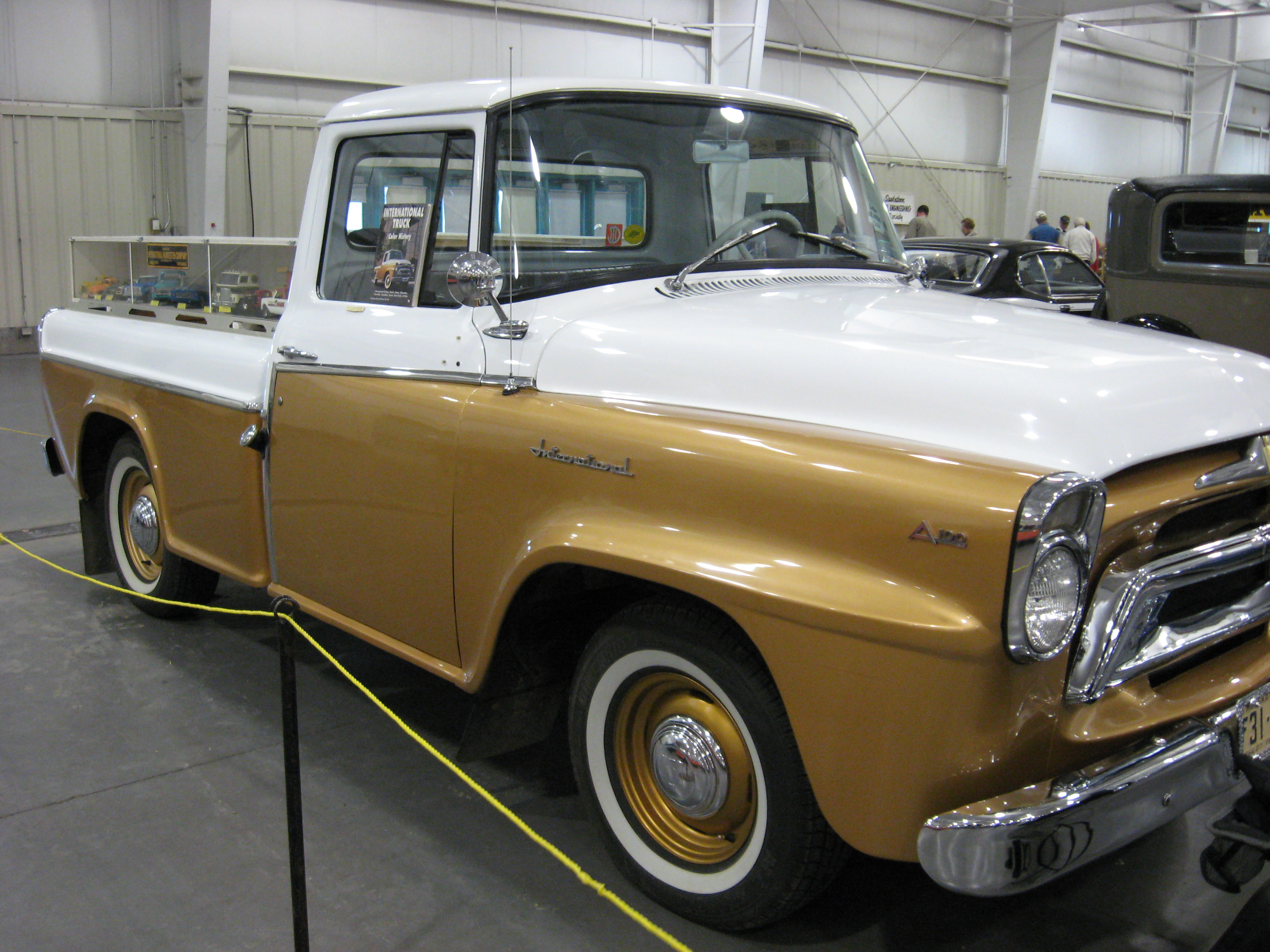
Pickup de 1956.

Fue pionera en la construcción de maquinaria con motores de combustión interna. Los primeros tractores importantes de la IH fueron los modelos 10-20 y 15-30, aludiendo estos números a la potencia de barra de tiro y de polea respectivamente. Introducidos en 1915, los tractores, que fueron comparativamente pequeños respecto de sus antecesores, se usaron primeramente como tracción para tirar de arados y para girar las correas de las trilladoras. Los 10-20 y 15-30 fueron versiones Mogul de McCormick y Titan de Deering, respectivamente, que eran las marcas originales de cada compañía.[cita requerida]
En 1924, IH introdujo el tractor Farmall, más pequeño y multipropósitos, para competir con los Fordson de la Ford Motor Company. El Farmall fue el primer tractor en los Estados Unidos en incorporar un diseño similar a un triciclo, con las ruedas delanteras juntas, pudiendo así usarse tanto en sembrados bajos como altos, tales como algodón o maíz.
En 1932 produce su primer motor diésel, que combinaba para las zonas frías un motor de gasolina, que luego se pasaba a diésel una vez calentado.
En la década de 1960 pierde mercado a manos de la John Deere, que revolucionó el sector con tractores de una nueva generación de potencia.  Pero a pesar de ello, continuó en el mercado y el 1 de febrero de 1973 salió el tractor número 5 millones de la planta Farmall de Illinois. También en ese año se abandona el nombre Farmall para los tractores.[cita requerida]
En 1977 IH introduce al mercado la primera cosechadora de flujo axial, pionera de toda una generación hasta nuestros días.[cita requerida]
En la década de 1980, IH lanza la serie 50 de tractores, que incorporan por primera vez monitoreo computarizado, control electrónico de funciones y un sistema de transmisión de 18 velocidades sincronizadas, sistema hidráulico de tres puntos, con una garantía de 3 años o 2500 horas.  Muchos de estos dispositivos, formarían parte de la línea Magnum de tractores introducidos en 1987 por la Case IH.
En 1985 vendió su división agrícola a la Case Corporation y se cambió el nombre de la compañía por Navistar International.
Después de algunos años se separó de Case para formar grupo con Landini, Laverda y Valpadana; y después de muchos años de fabricación de tractores en Doncaster se ha trasladado la producción a Fabricco, Italia donde se producen conjuntamente tractores Landini y McCormick.[cita requerida]
IH utilizó para sus tractores y cosechadoras las siguientes marcas:
- Titan (1910-1924)
- Mogul (1911-1924)
- McCormick-Deering (1923-1947)
- McCormick (1947-1958)
- Farmall (1924-1973)
- Fairway (1924-1938)
- Electrall (1954-1956)
- International (1902-1985)